# Berlin (消歧义)
Berlin 是德国首都的德语名称，汉语音译为柏林。

## 地名

### 德国
- 东柏林，曾为德意志民主共和国（东德）的事实首都（1949年–1990年）
- 西柏林，冷战时期柏林的西部飞地（1949年–1990年）
- 柏林，位于石勒苏益格-荷尔斯泰因州克莱因-本内贝克的一个辖区
- 柏林 (泽多夫), 石勒苏益格-荷尔斯泰因州泽多夫的一个辖区

### 美国
- 柏林 (亚拉巴马州), 镇
- 加利福尼亚州柏林，吉尼弗拉的旧称，为一个非建制社区
- 柏林 (康涅狄格州), 镇
- 柏林 (乔治亚州), 镇
- 柏林 (伊利诺伊州), 村庄
- 柏林 (印第安纳州), 已废弃的城镇
- 柏林 (堪萨斯州), 非建制社区
- 柏林 (肯塔基州), 非建制社区
- 柏林 (马里兰州), 镇
- 柏林 (马萨诸塞州), 镇
- 柏林 (密歇根州)，密歇根州的多个地点
- 内布拉斯加州柏林，奥托的旧名，现为一个村庄
- 柏林 (内华达州), 鬼城
- 柏林 (新罕布什尔州), 城市
- 柏林 (新泽西州), 市镇
- 柏林 (纽约州), 镇
- 柏林 (北达科他州), 城市
- 柏林 (俄亥俄州)，俄亥俄州的多个地点
- 柏林 (宾夕法尼亚州), 自治镇
- 柏林 (田纳西州), 非建制社区
- 柏林 (德克萨斯州), 非建制社区
- 柏林 (佛蒙特州), 镇
- 柏林 (西弗吉尼亚州), 非建制社区
- 柏林 (威斯康星州)，威斯康星州的多个城市或市镇
- 柏林历史街区，多个以此命名的历史街区
- 柏林镇区，多个同名镇区

### 其他地区
- 貝爾林 (乌苏卢坦省), 萨尔瓦多
- 柏林，加拿大基奇纳 (安大略省)的旧名
- 柏林 (俄罗斯)
- 柏林 (南非)
- 柏林山，南极洲玛丽·伯德地的一座山

## 交通

### 航空
- 柏林机场，多个同名机场

### 铁路
- 柏林站，多个同名车站
- 柏林，法国巴黎地铁列日站的旧名
- 柏林，纽约皇后区长岛铁路大西支线上的一座已废止车站，位于里士满山
- 柏林，邓顿站（1871–1876年间名为柏林站），位于范威克大道
- 柏林站，哥伦比亚麦德林地铁车站
- 柏林交汇站，纽约皇后区长岛铁路大西支线上一座已废止车站，位于里士满山

### 船舶
- 柏林号 A1411（Berlin A1411），德国海军柏林级补给舰首舰
- 柏林号（MS Berlin），一艘建于1924年的远洋班轮
- 柏林号小巡洋舰，德意志帝国海军于1902年建造的巡洋舰
- 柏林城号，1875年建造的英国客运蒸汽船
- 柏林船（Birlinn），又称 Berlin，一种苏格兰长船类型

### 其他
- 柏林式马车，一种马车或四轮豪华敞篷车